# Zuckertütenfest
Mit dem Zuckertütenfest werden die Schulanfänger vor ihrer Einschulung aus dem Kindergarten verabschiedet. Es wird hauptsächlich in ostdeutschen Kindergärten gefeiert.

## Name und Entstehung
Der Name bezieht sich auf die meist mit süßen Leckereien gefüllte Zuckertüte, heute auch Schultüte genannt, die den Kindern den Schulanfang versüßen soll und die einer Legende nach an einem bestimmten Baum, dem Zuckertütenbaum, wachsen soll. Zuckertütenfeste sind mindestens seit etwa 1960 bekannt.

## Durchführung
Die Erzieher und die Eltern machen die Kinder Tage zuvor durch Erzählungen mit der Bewandtnis des Wachsens der Tüten vertraut. Beim Zuckertütenfest werden dann kleine Zuckertüten als „Früchte“ am so genannten Zuckertütenbaum aufgehängt. Sie sollen den Kindern den Zeitpunkt der Einschulung anzeigen und gleichzeitig ihre Vorfreude auf die Schule und auch die „richtige“ Schultüte zur Einschulung fördern. Das Fest stellt eines der letzten Treffen der Kindergartenkinder dar, da diese sich nach dem Kindergarten zum Teil nicht wiedersehen, wenn sie auf unterschiedliche Schulen kommen. Der Ablauf des Festes wird in jedem Kindergarten individuell gestaltet. Es findet kurz vor der Einschulung der Kindergartenkinder statt. In vielen Kindergärten werden zum Fest Eltern und Großeltern eingeladen, um am Tagesprogramm teilzunehmen. Die Kinder führen dabei kleine Tänze auf, singen Lieder o. ä. Angelehnt an das Zuckertütenfest erhalten in einigen Einrichtungen auch jüngere Kinder beim Übergang von der Kinderkrippe in den Kindergarten eine kleine Zuckertüte. Heute werden vielfach auch von Firmen, Vereinen oder Gemeinden veranstaltete Kinderfeste Zuckertütenfest genannt, die sich direkt auf den Tag der Einschulung beziehen.

## Zuckertütenbaum
Der Zuckertütenbaum ist ein wichtiger Bestandteil des Zuckertütenfestes. Seine „Früchte“ sind die Zuckertüten, welche Kinder in vielen deutschsprachigen Regionen zum Übergang vom Kindergarten in die Grundschule übergeben werden. Er ist vor allem im Ostdeutschen Raum weitverbreitet. Meist vergraben die Kinder einige Tage vor dem Zuckertütenfest Süßigkeiten in der Erde um den Baum. An diesem „wachsen“ dann daraus die Zuckertüten. Bei einigen wird jeden Tag eine etwas größere Tüte an den Baum gehängt, um zu zeigen, dass die Zuckertüte „wächst“. Am Tag des Zuckertütenfestes werden die Tüten herabgeschnitten und an die Kinder übergeben.